# Communauté de communes de la Région de Montebourg
Die Communauté de communes de la Région de Montebourg ist ein ehemaliger französischer Gemeindeverband mit der Rechtsform einer Communauté de communes im Département Manche in der Region Normandie. Sie wurde am 1. Januar 1996 gegründet und umfasste 22 Gemeinden. Der Verwaltungssitz befand sich im Ort Montebourg.

## Historische Entwicklung
Mit Wirkung vom 1. Januar 2017 fusionierte der Gemeindeverband mit
- Communauté de communes des Pieux,
- Communauté de communes de la Côte des Isles,
- Communauté de communes de la Vallée de l’Ouve,
- Communauté de communes du Cœur du Cotentin,
- Communauté de communes de Douve et Divette,
- Communauté de communes du Val de Saire,
- Communauté de communes de Saint-Pierre-Église sowie
- Communauté de communes de la Saire

und bildete so die Nachfolgeorganisation Communauté d’agglomération du Cotentin.

## Ehemalige Mitgliedsgemeinden
1. Azeville
2. Écausseville
3. Émondeville
4. Éroudeville
5. Flottemanville
6. Fontenay-sur-Mer
7. Fresville
8. Le Ham
9. Hémevez
10. Joganville
11. Lestre
12. Montebourg
13. Ozeville
14. Quinéville
15. Saint-Cyr
16. Saint-Floxel
17. Saint-Germain-de-Tournebut
18. Saint-Marcouf
19. Saint-Martin-d’Audouville
20. Sortosville
21. Urville
22. Vaudreville